# Vincenzo Iaquinta
Vincenzo Iaquinta (21. listopad 1979, Crotone, Itálie) je bývalý italský fotbalový útočník.
S italskou reprezentaci získal na MS 2006 zlatou medaili.
Koncem roku 2018 byl při soudu s mafií 'Ndrangheta odsouzen na dva roky za ilegální držení zbraní.

## Kariéra

### Klubová
Do roku 2000 hrál v nižších ligách za kluby Reggiolo a Castel di Sangro. Půl roku v roce 1998 byl na hostování v druholigové Padově.
V létě roku 2000 jej koupilo prvoligové Udinese, kde strávil sedm sezon. Zde odehrál své první zápasy v LM a hned v prvním utkání vstřelil tři branky proti Panathinaikosu (3:0). Nejlepší střeleckou sezonu měl 2006/07, když vstřelil v lize 14 branek.
Po úspěšné sezoně byl prodán v roce 2007 za 11 milionu Euro do Juventusu. V dresu staré dámy hrál čtyři sezony plus dvě sezony, které nehrál. Nejlepší sezonu odehrál 2008/09, když vstřelil v lize 12 branek. V březnu 2011 podstoupil specifická vyšetření, která odhalila velkou lézi přímého stehenního svalu na levém stehně, díky čemuž předčasně ukončil sezónu 2010/11. Trenér Antonio Conte s ním nepočital a po zotavení odešel v lednu 2012 na hostování do Ceseny. Po návratu zpět se již na trávník nevrátil a celou sezonu 2012/13 proseděl na tribuně. I tak má titul v lize za sezonu 2012/13. Po ukončení kariéry si udělal licenci na trenéra.

### Reprezentační
Za reprezentaci odehrál 40 utkání a vstřelil šest branek. První utkání odehrál ve věku 25 let 30. březen 2005 proti Islandu (0:0). Za trenéra Lippiho nastupoval často a zasloužil si nominaci na MS 2006, kde odehrál pět utkání a vstřelil i branku. Na turnaji získal zlatou medaili. Kvůli zranění neodcestoval na ME 2008. Dalším turnajem byl Konfederační pohár FIFA 2009 a poté MS 2010, kde odehrál všechna tři utkání od začátku utkání. Právě na turnaji se objevil naposled v reprezentačním dresu.

## Statistika

### Klubová
| Sezóna                     | Klub                       | Liga                       | Liga   | Liga | Národní poháry | Národní poháry | Národní poháry | Kontinentální poháry | Kontinentální poháry | Kontinentální poháry | Celkem | Celkem |
| Sezóna                     | Klub                       | Soutěž                     | Zápasy | Góly | Soutěž         | Zápasy         | Góly           | Soutěž               | Zápasy               | Góly                 | Zápasy | Góly   |
| -------------------------- | -------------------------- | -------------------------- | ------ | ---- | -------------- | -------------- | -------------- | -------------------- | -------------------- | -------------------- | ------ | ------ |
| 1995/96                    | Reggiolo                   | Nazionale Dilettanti       | 1      | 0    | -              | 0              | 0              | -                    | 0                    | 0                    | 1      | 0      |
| 1996/97                    | Reggiolo                   | Nazionale Dilettanti       | 13     | 1    | -              | 0              | 0              | -                    | 0                    | 0                    | 13     | 1      |
| 1997/98                    | Reggiolo                   | Nazionale Dilettanti       | 19     | 5    | -              | 0              | 0              | -                    | 0                    | 0                    | 19     | 5      |
| Celkem za Reggiolo         | Celkem za Reggiolo         | Celkem za Reggiolo         | 33     | 6    | -              | 0              | 0              | -                    | 0                    | 0                    | 33     | 6      |
| 1998                       | Padova                     | Serie B                    | 13     | 3    | -              | 0              | 0              | -                    | 0                    | 0                    | 13     | 3      |
| 1998/99                    | Castel di Sangro           | Serie C1                   | 25     | 3    | IP             | 3              | 0              | -                    | 0                    | 0                    | 28     | 3      |
| 1999/00                    | Castel di Sangro           | Serie C1                   | 27     | 5    | -              | 0              | 0              | -                    | 0                    | 0                    | 27     | 5      |
| Celkem za Castel di Sangro | Celkem za Castel di Sangro | Celkem za Castel di Sangro | 52     | 8    | -              | 3              | 0              | -                    | 0                    | 0                    | 55     | 8      |
| 2000/01                    | Udinese                    | Serie A                    | 14     | 2    | IP             | 2              | 0              | PU                   | 0                    | 0                    | 16     | 2      |
| 2001/02                    | Udinese                    | Serie A                    | 22     | 2    | IP             | 4              | 1              | -                    | 0                    | 0                    | 26     | 3      |
| 2002/03                    | Udinese                    | Serie A                    | 26     | 7    | IP             | 2              | 1              | -                    | -                    | 0                    | 28     | 8      |
| 2003/04                    | Udinese                    | Serie A                    | 29     | 11   | IP             | 2              | 0              | PU                   | 1                    | 0                    | 32     | 11     |
| 2004/05                    | Udinese                    | Serie A                    | 31     | 13   | IP             | 6              | 2              | PU                   | 2                    | 0                    | 39     | 15     |
| 2005/06                    | Udinese                    | Serie A                    | 24     | 9    | IP             | 1              | 1              | LM+PU                | 7+2                  | 6+0                  | 34     | 16     |
| 2006/07                    | Udinese                    | Serie A                    | 30     | 14   | IP             | 0              | 0              | -                    | 0                    | 0                    | 30     | 14     |
| Celkem za Udinese          | Celkem za Udinese          | Celkem za Udinese          | 176    | 58   | -              | 17             | 5              | -                    | 12                   | 6                    | 205    | 70     |
| 2007/08                    | Juventus                   | Serie A                    | 24     | 8    | IP             | 5              | 4              | -                    | 0                    | 0                    | 29     | 12     |
| 2008/09                    | Juventus                   | Serie A                    | 28     | 12   | IP             | 3              | 0              | LM                   | 7                    | 3                    | 38     | 15     |
| 2009/10                    | Juventus                   | Serie A                    | 15     | 6    | IP             | 0              | 0              | LM+EL                | 2+1                  | 1+0                  | 18     | 7      |
| 2010/11                    | Juventus                   | Serie A                    | 19     | 4    | IP             | 1              | 0              | EL                   | 3                    | 2                    | 23     | 6      |
| 2011/12                    | Juventus                   | Serie A                    | 0      | 0    | IP             | 0              | 0              | -                    | 0                    | 0                    | 0      | 0      |
| 2012                       | Cesena                     | Serie A                    | 7      | 1    | -              | 0              | 0              | -                    | 0                    | 0                    | 7      | 1      |
| 2012/13                    | Juventus                   | Serie A                    | 0      | 0    | IP+IS          | 0+0            | 0              | LM                   | 0                    | 0                    | 0      | 0      |
| Celkem za Juventus         | Celkem za Juventus         | Celkem za Juventus         | 86     | 30   | -              | 9              | 4              | -                    | 13                   | 6                    | 108    | 40     |
| Celkově                    | Celkově                    | Celkově                    | 367    | 106  | -              | 29             | 9              | -                    | 25                   | 12                   | 421    | 127    |

### Reprezentační

#### Statistika na velkých turnajích
| Reprezentace | Rok     | Zápasy             | Zápasy | Zápasy      | Zápasy           | Zápasy           | Zápasy            |
| Reprezentace | Rok     | Fáze turnaje       | Datum  | Soupeř      | Odehraných minut | Vstřelené branky | Výsledek          |
| ------------ | ------- | ------------------ | ------ | ----------- | ---------------- | ---------------- | ----------------- |
| Itálie       | MS 2006 | 1 zápas ve skupině | 12. 6. | Ghana       | 26               | 1                | 2:0               |
| Itálie       | MS 2006 | 2 zápas ve skupině | 17. 6. | USA         | 28               | 0                | 1:1               |
| Itálie       | MS 2006 | Osmifinále         | 26. 6. | Austrálie   | 45               | 0                | 1:0               |
| Itálie       | MS 2006 | Semifinále         | 4. 7.  | Německo     | 29               | 0                | 2:0 v (prodl.)    |
| Itálie       | MS 2006 | Finále             | 9. 7.  | Francie     | 59               | 0                | 1:1 (5:3 na pen.) |
| Itálie       | MS 2010 | 1 zápas ve skupině | 14. 6. | Paraguay    | 90               | 0                | 1:1               |
| Itálie       | MS 2010 | 2 zápas ve skupině | 20. 6. | Nový Zéland | 90               | 1                | 1:1               |
| Itálie       | MS 2010 | 3 zápas ve skupině | 24. 6. | Slovensko   | 90               | 0                | 2:3               |

#### Reprezentační branky
| Gól | Datum       | Stadion                                                            | Soupeř      | Skóre | Výsledek | Soutěž                 |
| --- | ----------- | ------------------------------------------------------------------ | ----------- | ----- | -------- | ---------------------- |
| 010 | 12. 6. 2006 | HDI-Arena, Hannover, Německo                                       | Ghana       | 2:0   | 2:0      | MS 2006 – skupina      |
| 02  | 1. 4. 2009  | Stadio San Nicola, Bari, Itálie                                    | Irsko       | 1:0   | 1:1      | Kvalifikace na MS 2010 |
| 03  | 10. 6. 2009 | Lucas Masterpieces Moripe Stadium, Pretorie, Jihoafrická republika | Nový Zéland | 3:3   | 4:3      | Přátelské utkání       |
| 04  | 10. 6. 2009 | Lucas Masterpieces Moripe Stadium, Pretorie, Jihoafrická republika | Nový Zéland | 4:3   | 4:3      | Přátelské utkání       |
| 05  | 9. 9. 2009  | Stadio Olimpico Grande Torino, Turín, Itálie                       | Bulharsko   | 2:0   | 2:0      | Kvalifikace na MS 2010 |
| 06  | 20. 6. 2010 | Mbombela Stadium, Mbombela, Jihoafrická republika                  | Nový Zéland | 1:1   | 1:1      | MS 2010 – skupina      |

## Hráčské úspěchy

### Reprezentační
- 2× na MS (2006 - zlato, 2010)
- 1× na ME U21 (2002 - bronz)
- 1× na Konfederačním poháru (2009)

### Vyznamenání
Zlatý límec za sportovní zásluhy (23. 10. 2006)  

 Řád zásluh o Italskou republiku (12. 12. 2006) z podnětu Prezidenta Itálie 